# Idria
Idria, già Idria Superiore, (in sloveno Idrija, in epoca asburgica in tedesco Idria) è un comune sloveno di 11 968 abitanti della Slovenia occidentale. È nota per le sue miniere di mercurio (oggi non più attive), e per la produzione di pizzi e degli Idrijski žlikrofi STG (ravioli di patate di Idria).
Idria è uno dei pochi luoghi al mondo dove il mercurio si trova sia nella sua forma liquida sia come minerale di cinabro (solfuro di mercurio). Il pozzo di ingresso sotterraneo alle miniere, noto come "Antonijev rov" ("Pozzo di Antonio") viene usato oggi per visite ai livelli superiori, completati con modelli a dimensione naturale dei lavoratori nel corso delle epoche. I livelli più bassi, che arrivano a quasi 400 metri di profondità, non sono più sfruttati. La città ha ottenuto il titolo Città alpina dell'anno 2011.

## Storia
Dopo la caduta dell'Impero romano, e la parentesi del Regno ostrogoto, a seguito della Guerra gotica promossa dall'imperatore Giustiniano I entrò a far parte del Prefettura del pretorio d'Italia in mano ai Bizantini. Dopo la calata, nel 568, nell'Italia settentrionale dei Longobardi, seguiti poi da popolazioni slave, entrò a far parte del Ducato del Friuli. In seguito alla caduta del regno longobardo e alla sua inclusione nei domini di Carlo Magno, nel 781 entrò nel Regnum Italiae affidato da Carlo al figlio Pipino; nell'803 venne istituita la Marchia Austriae et Italiae che comprendeva il Friuli, la Carinzia, la Carniola e l'Istria. Alla morte di Pipino nell'810, il territorio passò in mano al figlio Bernardo.
Con la morte di Carlo Magno nell'814 la carica imperiale passò a Ludovico I che affidò il Regno d'Italia al suo primogenito Lotario, il quale già nell'828 (dopo aver deposto Baldrico, ultimo duca del Friuli, per non aver saputo difendere le frontiere orientali dagli Slavi) divise la parte orientale del Regno, ossia la Marca Orientale, in quattro contee: Verona, Friuli, Carniola e Istria (comprendente il Carso e parte della Carniola interna). Da allora le contee del Friuli e dell'Istria vennero conglobate nella nuova “marca d'Aquileia”, come parte del Regno d'Italia. In seguito al Trattato di Verdun, nell'843, il suo territorio entrò a far parte della Lotaringia in mano a Lotario I e più specificatamente dall'846 della Marca del Friuli, in mano al marchese Eberardo a cui succedettero prima il figlio Urnico e poi l'altro figlio Berengario.
Cessato il dominio franco con la deposizione di Carlo il Grosso, Berengario, divenuto re d'Italia, passò il marchesato aquileiese al suo vassallo Vilfredo che venne poi nell'895 da lui nominato marchese del Friuli e dell'Istria. Nel 951 passò alla Marca di Verona e Aquileia; dopo un'iniziale sottomissione al Ducato di Baviera dal 952, nel 976 passò al Ducato di Carinzia appena costituito dall'imperatore Ottone II. Nel 1077 l'alta valle dell'Isonzo passò al Principato ecclesiastico di Aquileia. Nel 1379 il patriarca Marquardo di Randeck affittò il castello di Tolmino con tutti i redditi e proventi della contrada, con i diritti annessi e con la gastaldia al Capitolo di Cividale. Nel 1420 la Gastaldia di Tolmino, e con essa Idria, passò sotto il dominio della Repubblica di Venezia.
Idria ebbe uno sviluppo particolare promosso da Cividale in occasione della scoperta e sfruttamento delle miniere di argento vivo o mercurio. Il nobile Virgilio Formentini nel 1493 aveva visto scorrere argento vivo sulle rive dell'Idria (secondo una leggenda, sembra sia stato un fabbricante di secchi, che lavorava presso una sorgente locale, a individuarlo). Nello stesso anno ser Leonardo di Manzano si presentò al consiglio del comune di Cividale con la licenza del gastaldo sovrintendente alle miniere per l'autorizzazione al prelievo del metallo. Il consiglio accettò, senza pregiudizio però dei diritti dei fratelli ser Filippo e ser Federico Formentini che li avevano richiesti come titolari della conduzione della comunità e del consorzio di Tolmino.
Ben presto l'afflusso di lavoratori tedeschi portò a una forte tensione con i cividalesi e il tutto si concluse con il successivo passaggio del Distretto di Tolmino (poi divenuto uno dei 16 Capitanati della Contea di Gorizia), assieme al resto dell'alta valle dell'Isonzo, alla Monarchia asburgica, stabilito dal Trattato di Noyon (1516) e sancito da quello di Worms (1521), venendo infeudato ai Coronini. Tra il 1522 e il 1533 fu eretto il castello di Gewerkenegg, che divenne la sede amministrativa della miniera: attualmente l'edificio è adibito a museo. L'estrazione del mercurio venne messa in mani governative nel 1580. Nal 1783, assieme al suo distretto (Idrianer Bezirk), passò alla Carniola e vi rimase fino al 1918.
Nel 1809 l'intera area, in seguito al Trattato di Schönbrunn, passò alle Province illiriche, sotto amministrazione francese. Col congresso di Vienna nel 1815 la regione rientrò in mano austriaca. Idria (all'epoca nota anche col toponimo tedesco di Ober Idria) ritornò quindi a far parte del Ducato di Carniola come comune catastale autonomo. Successivamente il comune si allargò inglobando anche parti dei vicini comuni catastali di Jelični Vrh (o Jedličnivrh, ted. Jelitschenwerch o Iellitschenverch), Srednja Kanomlja (ted. Mitterkanomla) e Spodnja Kanomlja (ted. Unterkanomla). In questo periodo Idria costituiva il capoluogo di un omonimo distretto giudiziario, che comprendeva anche i comuni di Čekovnik (ted. Tschekaunik), Dole (ted. Dolech), Godovič (ted. Godowitsch), Spodnja Idrija (ted. Unter Idria), Žiri (ted. Sairach), Črni Vrh (ted. Schwarzenberg) e Vojsko (ted. Woiska). Il distretto giudiziario di Idria era a sua volta parte del distretto politico di Logatec (ted. Loitsch).
Dopo la prima guerra mondiale e il Trattato di Rapallo, nel 1920 Idria fu annessa all'Italia e nel 1923 entrò a far parte della provincia del Friuli sempre come comune autonomo, divenendo capoluogo dell'omonimo circondario. Nel 1927 passò alla neocostituita provincia di Gorizia, mentre il circondario di Idria venne abolito. Nel 1928 vennero aggregati ad Idria diversi comuni circostanti:
- Ciconico/Ceconico (Čekovnik), che comprendeva anche l'attuale insediamento di Idrijska Bela;
- Dole (Dolech), con i centri di Cerna/Cerna d'Idria (Črna), Idresca/Idresca di Dole (Ideršek), Ielicini/Ieliccini Val Zala (Jelični Vrh), Patocco/Potocco del Confine (Potok), Raune/Raune d'Idria (Ravne), Gora, Siberse (Žibrše), Sauraz/Saurazzi (Zavratec), parte di Zironizza/Serovenza (Žirovnica) e Montorso (Medvedje Brdo, oggi parte del comune di Longatico).
- Idria Inferiore/Idria di Sotto (Spodnja Idrija), con i centri di Canomlia Bassa/Canonla bassa (Spodnja Kanomlja), Canomlia Media/Canonla media (Srednja Kanomlja), Canomlia Alta/Canonla alta (Gorenja Kanomlja) e Carnizza d'Idria (Idrijske Krnice), oltre ai territori degli attuali insediamenti di Razpotje e Rejcov Grič;
- Ledine, con i centri di Ledinza/Carnizza di Ledine (Ledinske-Krnice), Pecinico (Pečnik), Govecco (Govejk), Corita (Korita), Vresnico di Sopra/Versenico di Sopra (Gorenji Vrsnik), Vresnico di Sotto/Versenico di Sotto (Dolenji Vrsnik), Collefreddo (Mrzli Vrh), Iavoridol (Iavorjev Dol), Raspotie (Razpotje), parte di Zironizza/Serovenza (Žirovnica) e due insediamenti che oggi fanno parte del comune di Žiri, Bresenza/Bresenza d'Idria/Bresnizza (Breznica) e Ossonizza (Osojnica);
- Voschia (Vojsko).[25][26][27]

Dal 1930 al 1931 vi soggiornò Pier Paolo Pasolini con la sua famiglia.
Dopo l'8 settembre 1943 l'intera Venezia Giulia fu occupata dalle truppe tedesche, entrando a far parte della Zona d'operazioni del Litorale adriatico (OZAK) fino al 1945. Nel 1945 l'area passò sotto controllo jugoslavo, all'interno della cosiddetta "zona B". Nel 1947, dopo i Trattati di Parigi, la sovranità passò definitivamente alla Jugoslavia. La componente italiana, presente in modo marginale sino a quel momento, è oggi quasi scomparsa. Dal 1991 la città fa parte della Slovenia. La città fantasma di New Idria, luogo di estrazione del mercurio durante la Corsa all'oro californiana del XIX secolo, prese il nome da Idria.

## Geografia

### Orografia
Monte Calvo (Mali Golak), 1495 m; Sleme, 1121 m; Potegle, 1251 m; Špičasti vrh, 1128 m; Javornik, 1240 m; Kovk, 824 m; Sivka, 1008 m; Jelenek, 1107 m; Planinica, 1170 m; Osrednik 866 m; Blaškova planina 915 m.

### Idrografia
- fiume Idria (Idrijca);
- torrente Zala;
- torrente Kanomljica;
- torrente Belca;
- Divje jezero (lett. "Lago selvaggio"): il misterioso sifone lacustre scende alla profondita di oltre 120 m e fa fuoriuscire temporaneamente enormi quantità di acque sotterranee. Il lago e i dintorni sono noti per la flora e la fauna di estrema ricchezza, tra i più famosi sono la primula carniolica e il Proteus anguinus.

## Società

### Etnie e minoranze straniere
Il comune di Idria, pur all'interno della Regione geografica italiana e dal 1920 al 1947 politicamente italiano (in provincia di Gorizia dal 1927), è abitato per la massima parte da sloveni. Fino al XVI secolo il paese aveva come principali lingue d'uso il friulano e lo sloveno. In seguito, sotto l'impero austro-ungarico, l'idioma diffuso tra le classi colte divenne il tedesco, mentre nel linguaggio familiare e delle campagne era usato lo sloveno; l'italiano però non era percepito come lingua straniera, dato che in paese vi è sempre stata una minoritaria componente italiana autoctona. Il censimento etnico italiano del 1921 riportava che tra i 10 207 abitanti di allora, 308 fossero italiani. Il censimento italiano del 1936 attribuiva a Idria paese (escluse, quindi le frazioni), una popolazione di circa 5 000 abitanti, di cui 1 000 Italiani. Questi ultimi, tuttavia, non erano tutti elementi autoctoni, bensì in maggioranza persone provenienti da tutta la Penisola e legate alle locali caserme e agli uffici dell'amministrazione centrale.
Il censimento sloveno del 2001 mostra invece i seguenti dati: di un totale di 11 990 abitanti, 11 358 sono sloveni, 159 bosniaci, 87 serbo-croati, 77 croati, 63 albanesi, 23 serbi e 7 macedoni.

## Geografia antropica

### Suddivisioni amministrative
Il comune di Idria è diviso in 38 insediamenti (naselja):
- Čekovnik
- Dole
- Godovici[1] (Godovič)
- Gore
- Gorenja Kanomlja
- Gorenji Vrsnik
- Govejk
- Idria (Idrija), sede comunale
- Idria di Sotto[2] (Spodnja Idrija)
- Idrijska Bela
- Idrijske Krnice
- Idrijski Log
- Idršek
- Javornik
- Jelični Vrh
- Kanji Dol
- Korita
- Ledine
- Ledinske Krnice
- Ledinsko Razpotje
- Lome
- Masore
- Montenero d'Idria[2] (Črni Vrh)
- Mrzli Log
- Mrzli Vrh
- Pečnik
- Potok
- Predgriže
- Razpotje
- Rejcov Grič
- Spodnja Kanomlja
- Srednja Kanomlja
- Spodnji Vrsnik
- Strmec
- Voschia (Vojsko)
- Zadlog
- Zavratec
- Žirovnica

## Cultura

### Perkmandl
A Idria, fino al XIX secolo era diffusa la leggenda del Perkmandl (dal tedesco Bergmann). Si trattava di uno spiritello o folletto che viveva nelle miniere di mercurio attorno all'abitato. Indossava un cappello rosso, aveva la barba e un aspetto da vecchietto e portava con sé una lampada a olio. I minatori potevano avvertire la sua presenza, in quanto lo sentivano spesso picconare in lontananza e più raramente, riuscivano a vederlo. Molte volte, poi, avvertiva gli stessi minatori, quando stava per verificarsi un crollo. Si diceva anche che fosse a guardia di un favoloso tesoro che, però, mai nessuno era riuscito a trovare.

### Castello Gewerkenegg
Il castello fu costruito per i fabbisogni della miniera di mercurio e per 400 anni servì da sede dell'amministrazione della miniera e non fu, quindi, sede di feudatari. Il cortile ad archi vanta ricchi affreschi.

### Museo di guerra
Il museo di guerra rappresenta il periodo della guerra durante l'anno da 1900 a 1999.
Si può osservare il periodo della prima guerra mondiale, della seconda guerra mondiale e del periodo di emancipazione slovena.